# Nati il 30 ottobre
| Questa pagina contiene informazioni ricavate automaticamente dalle voci biografiche con l'ausilio del template Bio e di un bot. L'aggiornamento è periodico e automatico e ricostruisce completamente la pagina. Se manca una persona in questa lista, sei pregato di non aggiungerla, ma accertati piuttosto che la sua voce biografica contenga il template Bio e che i dati anagrafici siano correttamente compilati. Se il template Bio manca, inseriscilo tu stesso o, in alternativa, metti l'avviso {{tmp\|Bio}} che ne segnala la mancanza. Se i dati riportati sono sbagliati, correggi direttamente la voce biografica; le modifiche saranno visibili in questa lista entro pochi giorni. Per chiarimenti vedi il progetto biografie. La lista contiene solo le 1.115 persone che sono citate nell'enciclopedia e per le quali è stato implementato correttamente il template Bio. Pagina aggiornata al 17 ago 2025. |

## XIII secolo(1)
- 1218 - Chūkyō, imperatore giapponese († 1234)

## XIV secolo(1)
- 1327 - Andrea d'Ungheria, principe († 1345)

## XV secolo(3)
- 1441 - Pietro Marso, filologo e oratore italiano († 1511)
- 1447 - Lucas Watzenrode, vescovo cattolico polacco († 1512)
- 1492 - Anna d'Alençon, nobile († 1562)

## XVI secolo(12)
- 1513 - Jacques Amyot, vescovo cattolico e scrittore francese († 1593)
- 1530 - Charles d'Angennes de Rambouillet, cardinale e vescovo cattolico francese († 1587)
- 1535 - Baccio Valori, letterato, umanista e politico italiano († 1606)
- 1535 - Francesco III d'Orléans-Longueville, conte francese († 1551)
- 1538 - Cesare Baronio, storico, religioso e cardinale italiano († 1607)
- 1538 - Fabrizio Gesualdo, nobile, compositore e mecenate italiano († 1591)
- 1558 - Jacques Nompar de Caumont, militare francese († 1652)
- 1563 - Sofia di Brunswick-Lüneburg, principessa († 1639)
- 1576 - Arrigo Caterino Davila, militare, scrittore e storico italiano († 1631)
- 1580 - Armand-Nompar de Caumont, duca de la Force, generale francese († 1675)
- 1580 - Dirk Hartog, marinaio e esploratore olandese († 1621)
- 1592 - Giulio Benso, pittore italiano († 1668)

## XVII secolo(14)
- 1622 - Maximilian Gandolph von Künburg, cardinale austriaco († 1687)
- 1624 - Paul Pellisson, scrittore e storico francese († 1693)
- 1631 - Pierre Beauchamp, danzatore, coreografo e musicista francese († 1705)
- 1644 - Ferdinando Moncada Aragona, nobile, politico e militare italiano († 1713)
- 1660 - Albrecht Konrad Finck von Finckenstein, generale prussiano († 1735)
- 1660 - Ernesto Augusto di Schleswig-Holstein-Sonderburg-Augustenburg, nobile tedesco († 1731)
- 1666 - Giusto Fontanini, arcivescovo cattolico e storico italiano († 1736)
- 1668 - Sofia Carlotta di Hannover, regina († 1705)
- 1668 - Giuseppe Tonelli, pittore italiano († 1732)
- 1674 - Bonaventura Barberini, religioso, teologo e arcivescovo cattolico italiano († 1743)
- 1676 - Teofilo da Corte, teologo italiano († 1740)
- 1688 - Filippo Vasconi, architetto e incisore italiano († 1730)
- 1697 - Pantaleone Borzi, letterato e presbitero italiano († 1748)
- 1698 - Paul Troger, pittore austriaco († 1762)

## XVIII secolo(44)
- 1701 - Jean-Baptiste Sauvé de La Noue, attore teatrale e commediografo francese († 1761)
- 1712 - Christian Wilhelm Ernst Dietrich, pittore tedesco († 1774)
- 1719 - Lazzaro Opizio Pallavicini, cardinale e arcivescovo cattolico italiano († 1785)
- 1720 - Gottlob Moriz Christian von Wacks, nobile e politico tedesco († 1807)
- 1723 - Domenico Passerini, pittore italiano († 1788)
- 1724 - Giovanni Rossi, fantino italiano
- 1732 - Leopoldo da Gaiche, presbitero italiano († 1815)
- 1734 - Augusta Elisabetta di Württemberg, tedesca († 1787)
- 1735 - John Adams, politico statunitense († 1826)
- 1737 - Nicolas Lafrensen, pittore e miniaturista svedese († 1807)
- 1738 - Jean-Marie du Lau d'Alleman, arcivescovo cattolico francese († 1792)
- 1738 - Jacques Nicolas Fleuriot de La Fleuriais, generale francese († 1824)
- 1739 - Alphonse-Hubert de Latier de Bayane, cardinale francese († 1818)
- 1741 - Angelika Kauffmann, pittrice svizzera († 1807)
- 1742 - William Courtenay, VIII conte di Devon, nobile inglese († 1788)
- 1747 - Andrea Doria Landi Pamphili, principe italiano († 1820)
- 1747 - Luigi Serra di Cassano, IV duca di Cassano, nobile e politico italiano († 1825)
- 1749 - Angelo Cesaris, gesuita e astronomo italiano († 1832)
- 1751 - Richard Brinsley Sheridan, politico, commediografo e direttore teatrale irlandese († 1816)
- 1754 - Philippe-Antoine Merlin de Douai, politico e giurista francese († 1838)
- 1758 - Gaetano Maria Avarna, vescovo cattolico italiano († 1841)
- 1762 - André Chénier, poeta francese († 1794)
- 1762 - Paolo Mangelli Orsi, cardinale italiano († 1846)
- 1769 - Sebastiano Ciampi, presbitero, filologo e slavista italiano († 1847)
- 1780 - Giuseppe Lanza, principe di Trabia, nobile, politico e archeologo italiano († 1855)
- 1782 - Lorenzo Maria di San Francesco Saverio, presbitero italiano († 1856)
- 1783 - Alessandro Borgia, italiano († 1872)
- 1783 - Giuseppe Maria di Savoia-Villafranca, nobile e militare francese († 1825)
- 1784 - Mary Austin Holley, scrittrice statunitense († 1846)
- 1785 - Hermann von Pückler-Muskau, scrittore e artista tedesco († 1871)
- 1786 - Aleksej Fëdorovič Orlov, politico e generale russo († 1862)
- 1787 - Louis-Jacques-Maurice de Bonald, cardinale e arcivescovo cattolico francese († 1870)
- 1788 - Agostino Zanelli, avvocato, letterato e filantropo italiano († 1876)
- 1789 - Hiram Bingham I, missionario statunitense († 1869)
- 1789 - Luisa Carlotta di Danimarca, principessa danese († 1864)
- 1790 - Vito Capialbi, letterato, storico e archeologo italiano († 1853)
- 1790 - Karol Lipiński, violinista e compositore polacco († 1861)
- 1791 - Bartolomeo Bizio, chimico italiano († 1862)
- 1794 - Federico di Prussia, generale prussiano († 1863)
- 1796 - Wilhelm August Rieder, pittore austriaco († 1880)
- 1797 - Enrichetta di Nassau-Weilburg, nobile († 1829)
- 1799 - Luisa di Anhalt-Bernburg, nobile († 1882)
- 1799 - Ignace Bourget, arcivescovo cattolico canadese († 1885)
- 1799 - Giuseppe Maria Rizzolati, missionario e vescovo cattolico italiano († 1862)

## XIX secolo(177)
- 1803 - Christian Friedrich Heinrich Wimmer, botanico, filologo classico e pedagogo tedesco († 1868)
- 1804 - Carlo II di Brunswick, nobile († 1873)
- 1807 - Luigi des Ambrois de Nevache, giurista e politico italiano († 1874)
- 1809 - Vinzenz Gasser, vescovo cattolico e teologo austriaco († 1879)
- 1813 - Gustave de Martinel, politico francese († 1901)
- 1815 - Luigi Greco Cassia, politico italiano († 1890)
- 1816 - Maria Federica di Württemberg, nobile († 1887)
- 1817 - Hermann Kopp, chimico tedesco († 1892)
- 1818 - Giovanni Mai, politico e avvocato italiano († 1897)
- 1819 - Giovanni Di Bartolo, architetto e agronomo italiano
- 1819 - James Taylor Lewis, politico e avvocato statunitense († 1904)
- 1820 - Giulio De Rolland, nobile e politico italiano († 1901)
- 1820 - Giuseppe Antonio Pasquale, botanico e patriota italiano († 1893)
- 1823 - Carlo Carcano, politico italiano († 1899)
- 1823 - Domenico Chiodo, generale e architetto italiano († 1870)
- 1824 - Gabriel Davioud, architetto francese († 1881)
- 1825 - Adelaide Anne Procter, poetessa britannica († 1864)
- 1826 - Manfredo Camperio, politico, geografo e patriota italiano († 1899)
- 1828 - Francesco Cagnola, avvocato, giornalista e politico italiano († 1913)
- 1828 - Henry James, I barone James, avvocato e politico inglese († 1911)
- 1829 - Suzanne Leenhoff, pianista olandese († 1906)
- 1830 - Vittorio Barichella, architetto e bibliotecario italiano († 1911)
- 1830 - François Crépin, botanico e paleontologo belga († 1903)
- 1831 - Andrew Jackson Bryant, politico statunitense († 1888)
- 1832 - Karl von Stremayr, politico, giurista e nobile austriaco († 1904)
- 1834 - Michele Stefano de Rossi, geofisico italiano († 1898)
- 1835 - Carlotta Patti, soprano italiano († 1889)
- 1835 - Lot Torelli, scultore italiano († 1896)
- 1836 - Camillo Boito, architetto, restauratore e teorico dell'architettura italiano († 1914)
- 1836 - Generoso Calenzio, storico e presbitero italiano († 1915)
- 1837 - Otto zu Stolberg-Wernigerode, politico tedesco († 1896)
- 1839 - Hubert von Grashey, psichiatra tedesco († 1914)
- 1839 - Alfred Sisley, pittore inglese († 1899)
- 1840 - William Graham Sumner, sociologo statunitense († 1910)
- 1841 - Pasquale Colpi, politico italiano († 1922)
- 1841 - Corinto Corinti, architetto e ingegnere italiano († 1930)
- 1843 - Julia Hoffmann Tedesco, pittrice tedesca
- 1844 - Georges Henri Halphen, matematico francese († 1889)
- 1844 - Domenico Sciacca Della Scala, agronomo e politico italiano († 1900)
- 1845 - Carl Anton Ewald, medico tedesco († 1915)
- 1845 - Giovanni Battista Fedolfi, patriota e musicista italiano († 1932)
- 1845 - Enrique María Repullés, architetto spagnolo († 1922)
- 1847 - Galileo Ferraris, ingegnere e scienziato italiano († 1897)
- 1848 - Francesco Maria Centi, politico italiano († 1907)
- 1849 - Georg Kaibel, filologo classico tedesco († 1901)
- 1851 - Leonhard Hess Stejneger, zoologo norvegese († 1943)
- 1853 - Louise Abbéma, pittrice francese († 1927)
- 1854 - Giovanni Abignente, giurista e politico italiano († 1916)
- 1854 - Cesare Agostinelli, anarchico e pubblicista italiano († 1933)
- 1854 - Franz Rohr von Denta, generale austro-ungarico († 1927)
- 1855 - Károly Aggházy, pianista e compositore ungherese († 1918)
- 1855 - William Grenfell, schermidore britannico († 1945)
- 1856 - Alfred von Domaszewski, archeologo austriaco († 1927)
- 1857 - Rinaldo Agazzi, pittore italiano († 1939)
- 1857 - Gertrude Atherton, scrittrice statunitense († 1948)
- 1857 - Charles Spencer, VI conte Spencer, politico inglese († 1922)
- 1857 - Georges Gilles de la Tourette, medico francese († 1904)
- 1858 - Guido Pellizzari, chimico italiano († 1938)
- 1859 - Karl von Stürgkh, politico austriaco († 1916)
- 1860 - Frederic Bancroft, storico, scrittore e bibliotecario statunitense († 1945)
- 1861 - Emil Albes, attore e regista tedesco († 1923)
- 1861 - Émile-Antoine Bourdelle, scultore francese († 1929)
- 1861 - Hubert Bourdot, prete e micologo francese († 1937)
- 1862 - Nullo Baldini, politico e sindacalista italiano († 1945)
- 1862 - Eugenio Cisterna, pittore italiano († 1933)
- 1862 - Friedrich Meinecke, storico tedesco († 1954)
- 1863 - Giovanni Trossarelli, militare italiano († 1915)
- 1864 - Theodor Wiegand, archeologo tedesco († 1936)
- 1866 - Charles William Andrews, paleontologo britannico († 1924)
- 1866 - Armando De Gregorio, compositore e arrangiatore italiano († 1933)
- 1866 - Emma Meissner, soprano e attrice svedese († 1942)
- 1867 - Louis Winslow Austin, fisico statunitense († 1932)
- 1867 - Ed Delahanty, giocatore di baseball statunitense († 1903)
- 1868 - Michele D'Angelo, militare italiano († 1912)
- 1868 - Paul Duden, chimico tedesco († 1954)
- 1868 - Angelo Jank, pittore, disegnatore e illustratore tedesco († 1940)
- 1868 - Fusakichi Omori, geofisico e sismologo giapponese († 1923)
- 1868 - Pasquale Sfameni, medico e scienziato italiano († 1955)
- 1869 - Edmund Dalbor, cardinale e arcivescovo cattolico polacco († 1926)
- 1869 - Arturo Marescalchi, politico e enologo italiano († 1955)
- 1869 - Nicolae Paulescu, medico e politico rumeno († 1931)
- 1870 - Lawrence Grant, attore britannico († 1952)
- 1870 - Alfred Knox, militare e politico inglese († 1964)
- 1870 - Annibale Rigotti, ingegnere e architetto italiano († 1968)
- 1871 - Karl Inama von Sternegg, genealogista e araldista austriaco († 1931)
- 1871 - Paul Valéry, scrittore, poeta e filosofo francese († 1945)
- 1872 - Martin Meulenberg, vescovo cattolico tedesco († 1941)
- 1873 - Francisco Madero, politico, imprenditore e generale messicano († 1913)
- 1875 - Avetik Isahakyan, poeta armeno († 1957)
- 1876 - Katherine Griffith, attrice statunitense († 1921)
- 1877 - Hugo Celmiņš, politico lettone († 1941)
- 1877 - Howard Hayes, mezzofondista e velocista statunitense († 1937)
- 1877 - Luisa Spagnoli, imprenditrice italiana († 1935)
- 1878 - Julia Mackley, attrice statunitense († 1964)
- 1878 - Arturo Riccardi, ammiraglio italiano († 1966)
- 1878 - Emil Röthong, ginnasta tedesco († 1970)
- 1879 - Alfred Ernout, filologo e latinista francese († 1973)
- 1879 - Hilaire Spanoghe, calciatore belga
- 1879 - Jef Van de Fackere, pittore belga († 1946)
- 1880 - Antonio Cojazzi, presbitero italiano († 1953)
- 1880 - Hisanori Fujita, militare e politico giapponese († 1970)
- 1880 - Charles Vissières, attore francese († 1960)
- 1880 - Nils Widforss, ginnasta svedese († 1960)
- 1881 - Lena Christ, scrittrice tedesca († 1920)
- 1881 - Pietro Dodero, pittore e incisore italiano († 1967)
- 1882 - Mychajlo L'vovyč Bojčuk, pittore ucraino († 1937)
- 1882 - Oldřich Duras, scacchista e compositore di scacchi cecoslovacco († 1957)
- 1882 - William Halsey, ammiraglio statunitense († 1959)
- 1882 - Günther von Kluge, generale tedesco († 1944)
- 1883 - Karel Gleenewinkel Kamperdijk, calciatore olandese († 1975)
- 1884 - Søren Peter Christensen, ginnasta danese († 1927)
- 1884 - Rudolf Forster, attore austro-ungarico († 1968)
- 1884 - Giuseppe Augusto Mariani, militare italiano († 1959)
- 1885 - Leonard Peterson, ginnasta svedese († 1956)
- 1885 - Ezra Pound, poeta, saggista e traduttore statunitense († 1972)
- 1885 - Nikolai Ramm Østgaard, militare norvegese († 1958)
- 1886 - Zoë Akins, poetessa, commediografa e sceneggiatrice statunitense († 1958)
- 1886 - Adolf Gehrts, calciatore tedesco († 1943)
- 1887 - Georg Heym, scrittore tedesco († 1912)
- 1887 - Katherine Stewart MacPhail, chirurga scozzese († 1974)
- 1887 - Alberto Mario Marcucci, politico e avvocato italiano
- 1887 - Giuseppe Rubino, avvocato e politico italiano († 1964)
- 1888 - Heinrich Bachmann, calciatore e allenatore di calcio svizzero († 1980)
- 1888 - Geoffrey Keyes, generale statunitense († 1967)
- 1888 - Alan Kirk, ammiraglio statunitense († 1963)
- 1888 - Louis Menges, calciatore statunitense († 1969)
- 1888 - Carlo Romagnoli, pittore italiano († 1965)
- 1888 - Kōnstantinos Tsiklītīras, lunghista e altista greco († 1913)
- 1889 - Gustav Bark, calciatore svizzero († 1970)
- 1889 - Arthur Johns, ingegnere statunitense († 1947)
- 1889 - Dorothy Phillips, attrice statunitense († 1980)
- 1890 - Ignacio de Alba y Hernández, vescovo cattolico messicano († 1978)
- 1891 - Otto Ciliax, ammiraglio tedesco († 1964)
- 1891 - Paolo De Maria, generale italiano († 1968)
- 1891 - Paul Schultz, generale tedesco († 1964)
- 1892 - Charles Atlas, culturista italiano († 1972)
- 1892 - Arcangelo Florena, politico italiano († 1971)
- 1893 - Gino Coletti, anarchico e politico italiano († 1976)
- 1893 - Roland Freisler, magistrato e politico tedesco († 1945)
- 1893 - Karl Rumbold, calciatore e allenatore di calcio austriaco († 1965)
- 1894 - Gerald Birks, aviatore canadese († 1991)
- 1894 - Neil Harris, allenatore di calcio e calciatore scozzese († 1941)
- 1894 - Remo Ranieri, dirigente d'azienda italiano († 1967)
- 1894 - Ettore Rossi, turcologo e orientalista italiano († 1955)
- 1894 - Jean Rostand, biologo, filosofo e aforista francese († 1977)
- 1894 - Carmelo Salanitro, antifascista italiano († 1945)
- 1894 - Peter Warlock, compositore inglese († 1930)
- 1894 - Alfredo Zibechi, calciatore uruguaiano († 1958)
- 1895 - Andrej Andreevič Andreev, rivoluzionario, politico e sindacalista sovietico († 1971)
- 1895 - Marcelle Barbey-Gampert, botanica, geologa e climatologa svizzera († 1987)
- 1895 - Gerhard Domagk, medico e biochimico tedesco († 1964)
- 1895 - Maria Kuncewiczowa, scrittrice polacca († 1989)
- 1895 - Raul de Leoni, poeta, scrittore e politico brasiliano († 1926)
- 1895 - Francisco Pagazaurtundúa, allenatore di calcio e calciatore spagnolo († 1958)
- 1895 - Stefano Pucci, aviatore e politico italiano († 1955)
- 1895 - Dickinson Richards, medico e fisiologo statunitense († 1973)
- 1895 - Mauro Scoccimarro, politico e partigiano italiano († 1972)
- 1895 - Mario Tozzi, pittore italiano († 1979)
- 1896 - Ruth Gordon, attrice, commediografa e sceneggiatrice statunitense († 1985)
- 1896 - Kostas Karyotakis, poeta e scrittore greco († 1928)
- 1896 - Carl Erik Martin Soya, scrittore e drammaturgo danese († 1983)
- 1896 - Antonino Votto, direttore d'orchestra e pianista italiano († 1985)
- 1897 - Hans-Erich Voss, ammiraglio tedesco († 1969)
- 1898 - Lothar Kreyssig, giudice tedesco († 1986)
- 1898 - Bill Terry, giocatore di baseball e allenatore di baseball statunitense († 1989)
- 1898 - Antonio Urdinarán, calciatore uruguaiano († 1961)
- 1899 - Georges Capdeville, arbitro di calcio francese († 1991)
- 1899 - Nadežda Jakovlevna Mandel'štam, scrittrice sovietica († 1980)
- 1899 - Luigi Piccinato, architetto, urbanista e politico italiano († 1983)
- 1899 - Ernst Herman van Rappard, politico e militare olandese († 1953)
- 1899 - Gerardo Zaccardo, generale italiano († 1996)
- 1900 - Giovanni Acquaviva, pittore italiano († 1971)
- 1900 - Ragnar Granit, neurofisiologo finlandese († 1991)
- 1900 - Agustín Lara, compositore e cantante messicano († 1970)
- 1900 - Elena Luzzatto, architetta italiana († 1983)
- 1900 - Roberto Tremelloni, politico e giornalista italiano († 1987)
- 1900 - Maurice Ville, ciclista su strada francese († 1982)

## XX secolo(835)
- 1901 - Nives Comas Casati, pittrice, scenografa e stilista italiana († 1990)
- 1901 - Edward Kirby, mezzofondista statunitense († 1968)
- 1901 - Gustave Raballand, vescovo cattolico e missionario francese († 1973)
- 1902 - María Izquierdo, pittrice messicana († 1955)
- 1903 - Elena d'Asburgo-Lorena, nobildonna austriaca († 1924)
- 1903 - Krunoslav Draganović, teologo e filosofo croato († 1983)
- 1903 - Guido Farina, compositore italiano († 1999)
- 1903 - Richard Korherr, economista e statistico tedesco († 1989)
- 1903 - Bruno Zelik, attore e militare italiano († 1942)
- 1904 - Sergio Amidei, sceneggiatore e produttore cinematografico italiano († 1981)
- 1904 - Heinz Kloss, linguista tedesco († 1987)
- 1906 - Sue Carol, attrice statunitense († 1982)
- 1906 - Nino Farina, pilota automobilistico italiano († 1966)
- 1906 - Hermann Fegelein, generale tedesco († 1945)
- 1906 - Mario Galli, militare e aviatore italiano († 1936)
- 1906 - Paul Smith, compositore statunitense († 1985)
- 1906 - Andrej Nikolaevič Tichonov, matematico sovietico († 1993)
- 1906 - Ernesto Tomasi, calciatore e allenatore di calcio italiano († 1997)
- 1906 - Carlo Villa, calciatore italiano
- 1907 - Renzo Cesana, attore, dialoghista e pubblicitario italiano († 1970)
- 1907 - Harold Davenport, matematico inglese († 1969)
- 1907 - Giuseppe Peruchetti, calciatore, allenatore di calcio e partigiano italiano († 1995)
- 1907 - Nicola Restaino, magistrato italiano († 1985)
- 1907 - Ernst Winter, ginnasta tedesco († 1943)
- 1908 - Patsy Montana, cantante statunitense († 1996)
- 1908 - Franco Margola, compositore italiano († 1992)
- 1908 - Dmitrij Fëdorovič Ustinov, politico e generale sovietico († 1984)
- 1908 - Ayşe Afet İnan, antropologa e storica turca († 1985)
- 1909 - Homi Jehangir Bhabha, fisico indiano († 1966)
- 1909 - Emiel-Jozef De Smedt, vescovo cattolico belga († 1995)
- 1909 - Romolo Landi, politico italiano († 1980)
- 1909 - Carl Lange, attore tedesco († 1999)
- 1909 - Jean Le Moal, pittore, incisore e decoratore francese († 2007)
- 1909 - Luigi Arbib Pascucci, militare italiano († 1942)
- 1909 - Enrico Roselli, politico italiano († 1964)
- 1909 - Filiberto Sbardella, pittore, scenografo e architetto italiano († 1983)
- 1909 - Willy von Känel, calciatore svizzero († 1991)
- 1910 - Giuseppe Carlo Ferrari, calciatore e allenatore di calcio italiano († 1987)
- 1910 - Giorgio Frattini, militare e aviatore italiano († 1938)
- 1910 - Miguel Hernández, poeta e drammaturgo spagnolo († 1942)
- 1910 - Franco Palaggi, produttore cinematografico italiano († 1996)
- 1911 - Sydney Cann, allenatore di calcio e calciatore inglese († 1996)
- 1911 - Maxim Hermaniuk, arcivescovo cattolico ucraino († 1996)
- 1911 - Ruth Hussey, attrice statunitense († 2005)
- 1911 - Guglielmo Petroni, scrittore e pittore italiano († 1993)
- 1911 - Angelo Savelli, pittore italiano († 1995)
- 1911 - Ludwig Vörg, alpinista e militare tedesco († 1941)
- 1912 - William Archibald, fisico canadese († 2001)
- 1912 - Riccardo Balagna, militare e aviatore italiano († 1941)
- 1913 - Gaspare Bavetta, politico italiano († 1985)
- 1913 - Aurelio Chessa, anarchico, giornalista e storico italiano († 1996)
- 1913 - Micky Fenton, calciatore inglese († 2003)
- 1913 - Geoffrey Holiday Hall, scrittore statunitense († 1981)
- 1913 - Maurice Lefèbvre, pallanuotista francese († 1983)
- 1914 - Pietro Calistri, militare italiano († 1945)
- 1914 - Leabua Jonathan, politico lesothiano († 1987)
- 1914 - James Laughlin, poeta, saggista e editore statunitense († 1997)
- 1914 - Doug Legg, cestista britannico († 1989)
- 1914 - Franco Pierandrei, giurista italiano († 1962)
- 1914 - Giuseppe Ros Florensa, religioso spagnolo († 1936)
- 1914 - Anna Wing, attrice britannica († 2013)
- 1914 - Marina von Ditmar, attrice e regista tedesca († 2014)
- 1915 - Ben Carnevale, cestista e allenatore di pallacanestro statunitense († 2008)
- 1915 - Tito Centi, presbitero e filosofo italiano († 2011)
- 1915 - Maria Ewel, scultrice tedesca († 1988)
- 1915 - Robert Monroe, scrittore statunitense († 1995)
- 1915 - Jane Randolph, attrice statunitense († 2009)
- 1915 - Enrico Vinci, dirigente sportivo italiano († 2002)
- 1916 - Roy Brown Jr., ingegnere, progettista e designer canadese († 2013)
- 1916 - Leon Day, giocatore di baseball statunitense († 1995)
- 1917 - Noël Castelain, militare francese († 1943)
- 1917 - Paul Eberhard, bobbista svizzero († 1983)
- 1917 - Anna Marly, cantante francese († 2006)
- 1917 - Roland McKean, economista statunitense († 1993)
- 1917 - Nikolaj Vasil'evič Ogarkov, generale sovietico († 1994)
- 1917 - Giuseppe Primavera, scacchista italiano († 1998)
- 1917 - Donald Randall, imprenditore statunitense († 2008)
- 1917 - Maurice Trintignant, pilota automobilistico francese († 2005)
- 1918 - Joan Banks, attrice statunitense († 1998)
- 1918 - Nicolò Cobolli Gigli, ufficiale e aviatore italiano († 1941)
- 1918 - Maria Vittoria Malvano, traduttrice italiana († 2007)
- 1918 - Aldo Petri, politico e storico italiano († 1983)
- 1919 - John Ardito, mafioso statunitense († 2006)
- 1919 - Hans Berndt, calciatore tedesco († 1988)
- 1919 - Bruce Cowling, attore statunitense († 1986)
- 1919 - Patricia Donnelly, modella statunitense († 2009)
- 1919 - Guilherme Espírito Santo, altista, lunghista e triplista portoghese († 2012)
- 1919 - Paolo Grassi, impresario teatrale, direttore teatrale e giornalista italiano († 1981)
- 1919 - Ermando Malinverni, calciatore italiano († 1993)
- 1919 - Giaime Pintor, giornalista, scrittore e partigiano italiano († 1943)
- 1919 - Augusts Voss, politico e funzionario sovietico († 1994)
- 1919 - Walter Zironi, calciatore italiano († 1944)
- 1920 - Juliette Benzoni, scrittrice francese († 2016)
- 1920 - Norman Bird, attore britannico († 2005)
- 1920 - Salvatore Bucca, linguista italiano († 2005)
- 1920 - Plinio De Martiis, gallerista e fotografo italiano († 2004)
- 1920 - Carlo Donida, compositore e pianista italiano († 1998)
- 1920 - José María Echevarría, calciatore spagnolo († 1966)
- 1920 - Paolo Sylos Labini, economista italiano († 2005)
- 1921 - Göthe Grefbo, attore svedese († 1991)
- 1922 - Elio Schiavoni, musicista, direttore d'orchestra e produttore teatrale italiano († 2010)
- 1922 - Armando Fallanca, calciatore italiano († 1991)
- 1922 - Giuseppe Quatriglio, giornalista e scrittore italiano († 2017)
- 1922 - Marie Van Brittan Brown, inventrice statunitense († 1999)
- 1922 - Jane White, attrice statunitense († 2011)
- 1923 - Anne Beaumanoir, neurologa e neurofisiologa francese († 2022)
- 1923 - Herschel Bernardi, attore statunitense († 1986)
- 1923 - William Campbell, attore statunitense († 2011)
- 1923 - Antonio Della Rosa, calciatore italiano
- 1923 - György Marik, calciatore ungherese († 1988)
- 1923 - Satprem, scrittore francese († 2007)
- 1923 - Michela Schiff Giorgini, egittologa e attrice italiana († 1978)
- 1924 - Jacques Aubuchon, attore statunitense († 1991)
- 1924 - Jean-Michel Charlier, fumettista belga († 1989)
- 1924 - Hubert Curien, fisico francese († 2005)
- 1924 - Pier Miranda Ferraro, tenore italiano († 2008)
- 1924 - Serge Golovine, ballerino e coreografo francese († 1998)
- 1924 - Willi Köchling, calciatore tedesco († 2009)
- 1924 - Maria Sander, ostacolista e velocista tedesca († 1999)
- 1924 - Cesare Togni, circense italiano († 2008)
- 1924 - Glauco Torlontano, politico italiano († 2011)
- 1924 - Giovanni Travaglini, politico e ingegnere italiano († 2020)
- 1925 - Charles Duits, scrittore, pittore e poeta francese († 1991)
- 1925 - Teo Macero, sassofonista e produttore discografico statunitense († 2008)
- 1925 - George Murcell, attore britannico († 1998)
- 1925 - Servais-Théodore Pinckaers, teologo belga († 2008)
- 1925 - Reg Ryan, calciatore irlandese († 1997)
- 1925 - Gus Savage, politico statunitense († 2015)
- 1926 - Jacques Swaters, pilota di Formula 1 belga († 2010)
- 1926 - Dieter Zechlin, pianista tedesco († 2012)
- 1926 - Fabrizio de Miranda, ingegnere italiano († 2015)
- 1927 - Gunnar Arnesen, calciatore norvegese († 2009)
- 1927 - Enrico d'Assia, nobile e pittore tedesco († 1999)
- 1927 - David Myers, bassista e chitarrista statunitense († 2001)
- 1928 - Romano Agostinelli, calciatore e allenatore di calcio italiano († 2019)
- 1928 - Raúl Cárdenas, allenatore di calcio e calciatore messicano († 2016)
- 1928 - Daniel Nathans, biologo statunitense († 1999)
- 1928 - Giovanni Orelli, scrittore e poeta svizzero († 2016)
- 1928 - Fatemeh Pahlavi, principessa iraniana († 1987)
- 1928 - Antonio Santucci, vescovo cattolico italiano († 2018)
- 1929 - David Hickson, allenatore di calcio e calciatore inglese († 2013)
- 1929 - James Enoch Hill, tiratore a segno statunitense († 2018)
- 1930 - Néstor Almendros, direttore della fotografia e regista spagnolo († 1992)
- 1930 - Gian Vittorio Baldi, regista, produttore cinematografico e sceneggiatore italiano († 2015)
- 1930 - Clifford Brown, trombettista statunitense († 1956)
- 1930 - Lamberto Caimi, direttore della fotografia italiano
- 1930 - Timothy Irving Frederick Findley, scrittore e sceneggiatore canadese († 2002)
- 1930 - Don Meineke, cestista statunitense († 2013)
- 1930 - Vincenzo Parisi, poliziotto, funzionario e prefetto italiano († 1994)
- 1930 - Stanley Sadie, critico musicale e musicologo inglese († 2005)
- 1931 - Carlos Alberto Etchandy Gimeno Navarro, arcivescovo cattolico brasiliano († 2003)
- 1931 - Dick Gautier, attore statunitense († 2017)
- 1931 - Ruth Klüger, scrittrice e docente statunitense († 2020)
- 1931 - Giancarlo Ligabue, paleontologo e politico italiano († 2015)
- 1931 - Ann Roth, costumista statunitense
- 1932 - Franco Benedetti, lottatore italiano († 2009)
- 1932 - Germano Bulgarelli, politico italiano († 2014)
- 1932 - Johann-Tönjes Cassens, giurista e politico tedesco († 2022)
- 1932 - Louis Malle, regista, sceneggiatore e produttore cinematografico francese († 1995)
- 1932 - Zhang Jiaxiang, astronomo cinese († 2019)
- 1933 - Jaroslava Čechová, ex cestista cecoslovacca
- 1933 - Spartaco Ghini, imprenditore e dirigente sportivo italiano († 2004)
- 1933 - Johanna von Koczian, attrice e cantante tedesca († 2024)
- 1934 - Franco Balan, designer italiano († 2013)
- 1934 - Pierre Beuffeuil, ex ciclista su strada francese
- 1934 - Frans Brüggen, flautista e direttore d'orchestra olandese († 2014)
- 1934 - Hamilton Camp, attore e doppiatore britannico († 2005)
- 1934 - Paolo Moreno, archeologo italiano († 2021)
- 1934 - José Sánchez González, vescovo cattolico spagnolo
- 1935 - Víctor Benítez, calciatore peruviano († 2022)
- 1935 - George Brown, cestista statunitense († 2016)
- 1935 - Robert Caro, giornalista e scrittore statunitense
- 1935 - Ágota Kristóf, scrittrice e drammaturga ungherese († 2011)
- 1935 - René Marchand, giornalista e saggista francese († 2024)
- 1935 - Leo Sanfelice, pianista, cantante e compositore italiano
- 1935 - Michael Winner, regista, sceneggiatore e produttore cinematografico britannico († 2013)
- 1936 - Polina Astachova, ginnasta sovietica († 2005)
- 1936 - Mario Perani, politico italiano († 2023)
- 1936 - Luciano Tovoli, direttore della fotografia italiano
- 1936 - Jean Valmont, attore francese († 2014)
- 1936 - Dick Vermeil, allenatore di football americano statunitense
- 1937 - Rudolfo Anaya, scrittore statunitense († 2020)
- 1937 - Seraphino Antao, velocista keniota († 2011)
- 1937 - Tony Cucchiara, cantautore, attore e compositore italiano († 2018)
- 1937 - Claude Lelouch, regista, sceneggiatore e produttore cinematografico francese
- 1937 - Brian Price, giornalista, conduttore televisivo e rugbista a 15 britannico († 2023)
- 1937 - Gianni Rescigno, poeta e scrittore italiano († 2015)
- 1937 - Yoshiharu Tsuge, fumettista giapponese
- 1937 - John Patrick Williams, politico statunitense († 2025)
- 1938 - Umberto Corsi, politico italiano
- 1938 - Jean-Pierre Kalfon, attore e cantante francese
- 1938 - Ed Lauter, attore, comico e cabarettista statunitense († 2013)
- 1938 - Frank Lino, mafioso e collaboratore di giustizia statunitense († 2023)
- 1938 - Jos Pelk, cestista e allenatore di pallacanestro olandese († 2021)
- 1938 - Marina Ratner, matematica russa († 2017)
- 1938 - Cecilia Sacchi, attrice italiana († 2010)
- 1938 - Ronaldo Hermann Schmitz, manager e banchiere tedesco
- 1939 - Danny Goldman, attore e doppiatore statunitense († 2020)
- 1939 - Leland Hartwell, medico statunitense
- 1939 - Eddie Holland, cantautore e produttore discografico statunitense
- 1939 - Tullio Oldani, calciatore e allenatore di calcio italiano († 2008)
- 1939 - Gino Rigoldi, presbitero italiano
- 1939 - Grace Slick, cantante e pittrice statunitense
- 1940 - Lorenzo Baraldi, scenografo, costumista e produttore cinematografico italiano
- 1940 - Richard Bulliet, storico statunitense
- 1940 - Antonio Mussa, politico italiano
- 1940 - Hidetoshi Nagasawa, performance artist, scultore e architetto giapponese († 2018)
- 1940 - Toni Orlandi, doppiatore italiano
- 1940 - Michele Rak, critico letterario, italianista e saggista italiano
- 1941 - Richard Barber, storico britannico
- 1941 - Leonor Benedetto, attrice e regista teatrale argentina
- 1941 - Theodor Hänsch, fisico tedesco
- 1941 - Lee Mi-ja, cantante sudcoreana
- 1941 - Bob Wilson, ex calciatore scozzese
- 1941 - Antonino Mirone, politico e avvocato italiano
- 1941 - Marko Oštarčević, ex cestista e allenatore di pallacanestro jugoslavo
- 1941 - Sergio Sant'Anna, scrittore, poeta e drammaturgo brasiliano († 2020)
- 1941 - Orazio Schena, allenatore di calcio e calciatore italiano († 2024)
- 1941 - Mario Sepi, sindacalista italiano († 2011)
- 1941 - Kotetsu Yamamoto, wrestler giapponese († 2010)
- 1941 - Yoshikatsu Yoshida, ex lottatore giapponese
- 1942 - Lamberto Boranga, ex calciatore e lunghista italiano
- 1942 - Louis Chamniern Santisukniram, arcivescovo cattolico thailandese
- 1942 - Frank D'Osterlinck, ex pallanuotista belga
- 1942 - Enrico Pelella, politico italiano († 2010)
- 1942 - Roberto Scheda, politico e avvocato italiano
- 1942 - Linda Schele, antropologa e storica statunitense († 1998)
- 1942 - Ėduard Vinokurov, schermidore sovietico († 2010)
- 1942 - Stanislav Štrunc, calciatore cecoslovacco († 2001)
- 1943 - Carole Angier, scrittrice e biografa inglese
- 1943 - Paul Corkum, fisico canadese
- 1943 - George Peeples, ex cestista statunitense
- 1943 - Giancarlo Polidori, ex ciclista su strada italiano
- 1943 - Joanna Shimkus, attrice canadese
- 1943 - Roy Turner, allenatore di calcio e ex calciatore inglese
- 1944 - Ahmad Chalabi, politico iracheno († 2015)
- 1944 - Džemaludin Mušović, ex calciatore e allenatore di calcio bosniaco
- 1944 - José-Miguel Ullán, poeta e scrittore spagnolo († 2009)
- 1945 - Bruno Arrigoni, ex cestista, allenatore di pallacanestro e dirigente sportivo italiano
- 1945 - Glenn Poshard, politico statunitense
- 1945 - Fred Rompelberg, ex pistard olandese
- 1945 - Keith Swagerty, ex cestista statunitense
- 1945 - Éva Szabó, tennista ungherese († 2022)
- 1945 - Henry Winkler, attore, regista e produttore cinematografico statunitense
- 1946 - André Catimba, calciatore brasiliano († 2021)
- 1946 - Marcel Bimale, cestista e allenatore di pallacanestro centrafricano († 2021)
- 1946 - Roberto Cicciomessere, politico e informatico italiano († 2023)
- 1946 - Glen Combs, ex cestista statunitense
- 1946 - Olga D'Antona, politica italiana
- 1946 - Robert Gibson, ex astronauta statunitense
- 1946 - Anthony Green, ex calciatore scozzese
- 1946 - Katsuhisa Hōki, doppiatore giapponese
- 1946 - René Jacobs, controtenore e direttore d'orchestra belga
- 1946 - Ian McGeechan, ex rugbista a 15, allenatore di rugby a 15 e dirigente sportivo britannico
- 1946 - Andrea Mitchell, giornalista statunitense
- 1946 - Chris Slade, batterista britannico
- 1946 - William Thurston, matematico statunitense († 2012)
- 1947 - Jane Anne Jayroe, ex modella e politica statunitense
- 1947 - René Exbrayat, allenatore di calcio e calciatore francese († 2023)
- 1947 - Antonio Moresco, scrittore, saggista e drammaturgo italiano
- 1947 - Alain Penz, ex sciatore alpino francese
- 1947 - Gabi Rosendoren, calciatore israeliano († 1980)
- 1947 - Timothy B. Schmit, cantautore e bassista statunitense
- 1947 - Luca Serianni, linguista e italianista italiano († 2022)
- 1948 - Nikolaj Charitonov, politico russo
- 1948 - Don Creech, attore e doppiatore statunitense
- 1948 - J.D. Hill, ex giocatore di football americano statunitense
- 1949 - Jorge Bucay, psicologo, drammaturgo e scrittore argentino
- 1949 - Basilio Germanà, politico italiano
- 1949 - Jean-Marie Guéhenno, politico e diplomatico francese
- 1949 - Hank Kazmierski, ex calciatore statunitense
- 1949 - Oliviero La Stella, scrittore e giornalista italiano
- 1949 - Enrico Loccioni, imprenditore italiano
- 1949 - Josef Pechtl, ex sciatore alpino austriaco
- 1949 - Josef Pühringer, politico austriaco
- 1949 - Leon Rippy, attore statunitense
- 1949 - Paul Tschang In-nam, arcivescovo cattolico sudcoreano
- 1950 - Carl Brown, allenatore di calcio e ex calciatore giamaicano
- 1950 - Miguel Calderón, ex cestista e allenatore di pallacanestro cubano
- 1950 - Phil Chenier, ex cestista statunitense
- 1950 - John Patrick Shanley, drammaturgo, sceneggiatore e regista statunitense
- 1951 - Aldo Audisio, museologo italiano
- 1951 - Trilok Gurtu, percussionista, batterista e musicista indiano
- 1951 - Harry Hamlin, attore statunitense
- 1951 - Frank Pallone, politico statunitense
- 1951 - Jenny Randles, giornalista e scrittrice britannica
- 1951 - P. Craig Russell, fumettista e illustratore statunitense
- 1951 - Poncho Sanchez, musicista messicano
- 1952 - Daniel Bacquelaine, politico belga
- 1952 - Yayi Boni, politico e banchiere beninese
- 1952 - Emily Kuroda, attrice statunitense
- 1952 - David C. Novak, imprenditore, scrittore e filantropo statunitense
- 1952 - Ana Paula Tavares, storica e poetessa angolana
- 1952 - Salvador Vilanova, ex nuotatore salvadoregno
- 1953 - Boriša Đorđević, ex calciatore jugoslavo
- 1953 - Vincenzo Guerini, dirigente sportivo, ex calciatore e allenatore di calcio italiano
- 1953 - Fabrizio Neri, politico italiano
- 1953 - Fabio Pignatelli, bassista, compositore e arrangiatore italiano
- 1953 - Aleksandr Fëdorovič Poleščuk, cosmonauta russo
- 1953 - Paul Power, ex calciatore britannico
- 1953 - Rick Schmidt, ex cestista statunitense
- 1953 - Charles Martin Smith, attore, regista e sceneggiatore statunitense
- 1953 - Roberto Visentin, politico italiano
- 1953 - Salvatore Vullo, allenatore di calcio e ex calciatore italiano
- 1954 - Mahmoud Al-Khatib, dirigente sportivo e ex calciatore egiziano
- 1954 - Omar Galliani, artista italiano
- 1954 - Piero Gros, ex sciatore alpino e dirigente sportivo italiano
- 1954 - Jim Holt, saggista, filosofo e giornalista statunitense
- 1954 - Maria Jóźwiak, ex cestista polacca
- 1954 - Kinnah Phiri, allenatore di calcio e ex calciatore malawiano
- 1954 - Ramón Maradiaga, allenatore di calcio e ex calciatore honduregno
- 1954 - Gianni Melilla, ex politico italiano
- 1954 - Joanne Russell, ex tennista statunitense
- 1954 - Mario Testino, fotografo peruviano
- 1954 - Claudio Toti, dirigente sportivo e imprenditore italiano
- 1954 - Willem de Vos, microbiologo olandese
- 1954 - Thomas Vũ Đình Hiệu, vescovo cattolico vietnamita
- 1955 - Joël Bouzou, ex pentatleta francese
- 1955 - Heidi Heitkamp, politica e avvocato statunitense
- 1955 - Nuccio Iovene, politico italiano
- 1955 - Michalakīs Karseras, ex calciatore cipriota
- 1955 - Liu Xiaoqing, attrice e imprenditrice cinese
- 1955 - Takeshi Narumi, fumettista e sceneggiatore giapponese
- 1955 - Shanna Reed, attrice statunitense
- 1955 - Bernd Riexinger, politico tedesco
- 1955 - Larion Serghei, canoista rumeno († 2019)
- 1955 - Toma Simionov, ex canoista rumeno
- 1956 - Carlos Azpiroz Costa, arcivescovo cattolico argentino
- 1956 - Carlos César, politico portoghese
- 1956 - Nick Mallett, ex rugbista a 15 e allenatore di rugby a 15 sudafricano
- 1956 - Tim Roemer, politico e diplomatico statunitense
- 1956 - Juliet Stevenson, attrice britannica
- 1956 - Tamás Szabó, vescovo cattolico ungherese
- 1956 - Terry Tyler, ex cestista e allenatore di pallacanestro statunitense
- 1957 - Vic Bozanic, ex calciatore australiano
- 1957 - Bruce Braley, politico e avvocato statunitense
- 1957 - Mario Castillo, ex calciatore salvadoregno
- 1957 - Joaquim Costa, ex cestista e allenatore di pallacanestro spagnolo
- 1957 - Linus, conduttore radiofonico e conduttore televisivo italiano
- 1957 - Ľubomír Ftáčnik, scacchista slovacco
- 1957 - Aleksandr Lazutkin, cosmonauta russo
- 1957 - Shlomo Mintz, violinista e direttore d'orchestra israeliano
- 1957 - Kevin Pollak, attore, comico e imitatore statunitense
- 1957 - Jackie Sato, wrestler giapponese († 1999)
- 1958 - Piero Calabrese, compositore, produttore discografico e cantante italiano († 2016)
- 1958 - Joe Delaney, giocatore di football americano statunitense († 1983)
- 1958 - John Duren, ex cestista statunitense
- 1958 - Michele Gambino, giornalista e scrittore italiano
- 1958 - Pétur Guðmundsson, ex cestista e allenatore di pallacanestro islandese
- 1958 - François Kalist, arcivescovo cattolico francese
- 1958 - Bernd Niesecke, ex canottiere tedesco
- 1958 - Igor' Panarin, politologo russo
- 1958 - Robert Stuart, ex giocatore di calcio a 5 australiano
- 1958 - Javier Villeta, ex cestista portoricano
- 1958 - Scott Wise, attore, ballerino e coreografo statunitense
- 1959 - Marc Alexandre, ex judoka francese
- 1959 - Mario Beretta, dirigente sportivo e allenatore di calcio italiano
- 1959 - Alex Bradley, ex cestista statunitense
- 1959 - Zabou Breitman, attrice, regista e sceneggiatrice francese
- 1959 - Pavlos Chaikalis, attore e politico greco
- 1959 - Thomas Hefti, politico, avvocato e militare svizzero
- 1959 - Glenn Hysén, allenatore di calcio e ex calciatore svedese
- 1959 - Richard LaGravenese, sceneggiatore e regista statunitense
- 1959 - Mark McBain, ex rugbista a 15 e allenatore di rugby a 15 australiano
- 1959 - Luigi Vinaccia, pilota automobilistico italiano
- 1960 - Marco Boni, direttore d'orchestra e violoncellista italiano
- 1960 - Giovanni Cavallini, direttore della fotografia italiano
- 1960 - Diego Armando Maradona, calciatore, allenatore di calcio e dirigente sportivo argentino († 2020)
- 1961 - Seth Adonkor, calciatore francese († 1984)
- 1961 - Mohamed Benchiha, ex giocatore di calcio a 5 algerino
- 1961 - Joe Berlinger, regista, sceneggiatore e produttore cinematografico statunitense
- 1961 - Rauno Bies, tiratore a segno finlandese
- 1961 - Ronald Garan, ex astronauta statunitense
- 1961 - Joe Heck, politico statunitense
- 1961 - Kim Jong-yang, poliziotto sudcoreano
- 1961 - Kumi Kubota, ex cestista giapponese
- 1961 - Eamon Martin, arcivescovo cattolico britannico
- 1961 - Dmitrij Muratov, giornalista russo
- 1961 - Giorgos Papakonstantinou, politico greco
- 1961 - Hans Segers, ex calciatore olandese
- 1961 - Ralf Sievers, allenatore di calcio e ex calciatore tedesco
- 1961 - Zoran Tucić, fumettista e illustratore serbo
- 1962 - Colin Clarke, allenatore di calcio e ex calciatore nordirlandese
- 1962 - Steve Evans, allenatore di calcio e ex calciatore scozzese
- 1962 - Rex Harrington, ex ballerino, attore e personaggio televisivo canadese
- 1962 - Stefan Kuntz, allenatore di calcio e ex calciatore tedesco
- 1962 - Arnaud Montebourg, avvocato, imprenditore e politico francese
- 1962 - Guntis Osis, ex bobbista sovietico
- 1962 - Nicola Rao, giornalista e saggista italiano
- 1962 - Kristina Wagner, attrice statunitense
- 1963 - Hervé Arsène, ex calciatore malgascio
- 1963 - Michael Beach, attore statunitense
- 1963 - Sam Bourcier, sociologo e attivista francese
- 1963 - Tom Brady, sceneggiatore, regista e produttore televisivo statunitense
- 1963 - Giuseppe Cossiga, ex politico italiano
- 1963 - Reggie Dupard, ex giocatore di football americano statunitense
- 1963 - Rebecca Heineman, programmatrice e autrice di videogiochi statunitense
- 1963 - André Knöfel, astronomo tedesco
- 1963 - Massimo Mauceri, ex pallamanista italiano
- 1963 - Gilberto Milos, scacchista brasiliano
- 1963 - Gennaro Nunziante, regista, sceneggiatore e montatore italiano
- 1963 - Valerio Rossi Albertini, fisico e divulgatore scientifico italiano
- 1963 - Todd Sand, ex pattinatore artistico su ghiaccio statunitense
- 1963 - Tabitha St. Germain, attrice teatrale e doppiatrice canadese
- 1964 - Adnan Al-Talyani, ex calciatore emiratino
- 1964 - Tom Copa, ex cestista statunitense
- 1964 - Mark Steven Johnson, regista, sceneggiatore e produttore cinematografico statunitense
- 1964 - Howard Lederer, giocatore di poker statunitense
- 1964 - Sandra Magnus, ex astronauta statunitense
- 1964 - Kiyoyuki Mori, allenatore di football americano giapponese
- 1964 - Oscar Quagliatta, ex calciatore uruguaiano
- 1964 - Paul Wilkinson, allenatore di calcio e ex calciatore inglese
- 1965 - Henry Braham, direttore della fotografia inglese
- 1965 - Henry Cárdenas, ex ciclista su strada colombiano
- 1965 - Kevin Edwards, ex cestista statunitense
- 1965 - Franky G, attore statunitense
- 1965 - Tomoko Igata, pilota motociclistica giapponese
- 1965 - Attila Kálnoki Kis, ex pentatleta ungherese
- 1965 - Jürgen Mayer, architetto tedesco
- 1965 - Gavin Rossdale, cantautore, chitarrista e attore britannico
- 1965 - Clare Moody, politica britannica
- 1965 - Aage Thordal-Christensen, ex ballerino, coreografo e direttore artistico danese
- 1965 - Zaza Urushadze, regista e sceneggiatore georgiano († 2019)
- 1965 - Curtis Wilson, ex giocatore di football americano statunitense
- 1966 - Geert Blanchart, pattinatore di short track belga
- 1966 - Giovanni Calabrese, ex canottiere italiano
- 1966 - Dariusz Marciniak, calciatore polacco († 2003)
- 1966 - Elio Migliaccio, calciatore italiano († 2012)
- 1966 - Zoran Milanović, politico croato
- 1966 - Ljudmila Rogačëva, ex mezzofondista russa
- 1966 - Quin Snyder, ex cestista e allenatore di pallacanestro statunitense
- 1966 - Kyoko Takezawa, violinista giapponese
- 1966 - Carlotta Zamparo, ex ballerina italiana
- 1966 - Dan Zimmermann, batterista tedesco
- 1966 - Abu Musab al-Zarqawi, terrorista giordano († 2006)
- 1967 - Ty Detmer, ex giocatore di football americano statunitense
- 1967 - Riccardo Gallo, politico italiano
- 1967 - Elena Guarnieri, giornalista, conduttrice televisiva e autrice televisiva italiana
- 1967 - Arsène Hobou, ex calciatore ivoriano
- 1967 - Nikolaj Hübbe, ex ballerino e direttore artistico danese
- 1967 - Leōnidas Kavakos, violinista greco
- 1967 - Elena Lizzi, politica italiana
- 1967 - Ilija Lupulesku, tennistavolista serbo
- 1967 - Fernando Muñoz, ex calciatore spagnolo
- 1967 - João Vitti, attore brasiliano
- 1967 - David White, ex calciatore inglese
- 1968 - Dean Chynoweth, allenatore di hockey su ghiaccio, dirigente sportivo e ex hockeista su ghiaccio canadese
- 1968 - Emmanuelle Claret, biatleta francese († 2013)
- 1968 - Laurent Daignault, ex pattinatore di short track canadese
- 1968 - Murphy Jensen, ex tennista statunitense
- 1968 - Allan Kamwanga, ex calciatore zambiano
- 1968 - Goran Milanko, ex calciatore croato
- 1968 - Hugues Miorin, ex rugbista a 15, allenatore di rugby a 15 e dirigente d'azienda francese
- 1968 - Francesco Mutti, imprenditore italiano
- 1968 - Jack Plotnick, attore, sceneggiatore e regista statunitense
- 1968 - Ken Stringfellow, cantante e chitarrista statunitense
- 1968 - David Zitelli, allenatore di calcio e ex calciatore francese
- 1969 - Sabrina Bertini, ex pallavolista italiana
- 1969 - Gilles Bouvard, ex ciclista su strada francese
- 1969 - Guy Butters, ex calciatore e allenatore di calcio inglese
- 1969 - Stanislav Gross, politico ceco († 2015)
- 1969 - Ilija Gruev, allenatore di calcio e ex calciatore bulgaro
- 1969 - Pasquale Luiso, allenatore di calcio e ex calciatore italiano
- 1969 - Ross Nesdale, ex rugbista a 15 e allenatore di rugby a 15 neozelandese
- 1969 - Snow, musicista e cantante canadese
- 1969 - Pasi Rantanen, cantante finlandese
- 1969 - Robert Roest, ex calciatore e allenatore di calcio olandese
- 1969 - Mauro Sanchini, pilota motociclistico italiano
- 1969 - Vaggelīs Vourtzoumīs, ex cestista greco
- 1970 - Abdul Al-Razgan, ex calciatore saudita
- 1970 - Tory Belleci, conduttore televisivo e effettista statunitense
- 1970 - Billy Brown, attore statunitense
- 1970 - Stefan Gamlin, ex giocatore di football americano tedesco
- 1970 - Nia Long, attrice statunitense
- 1970 - Marios Pasialīs, ex calciatore cipriota
- 1970 - Jürgen Rische, allenatore di calcio e ex calciatore tedesco
- 1970 - Albert Stuivenberg, allenatore di calcio e dirigente sportivo olandese
- 1970 - Maja Tatić, cantante serba
- 1970 - Hilary Van Dyke, attrice statunitense
- 1970 - Simona Vietina, politica italiana
- 1970 - Ekateríni Voggoli, ex discobola greca
- 1970 - Xie Jun, scacchista e dirigente sportiva cinese
- 1971 - Fredi Bobic, ex calciatore tedesco
- 1971 - Jeff Burris, ex giocatore di football americano statunitense
- 1971 - Petr Czudek, ex cestista e allenatore di pallacanestro ceco
- 1971 - Henry Ford, ex giocatore di football americano statunitense
- 1971 - Alex Godoy, ex calciatore andorrano
- 1971 - Eneko Goia, politico spagnolo
- 1971 - Stephen Kenny, allenatore di calcio irlandese
- 1971 - Tim Nees, ex cestista e allenatore di pallacanestro tedesco
- 1971 - Paulo Nunes, ex calciatore brasiliano
- 1971 - Tzannīs Stavrakopoulos, ex cestista greco
- 1971 - Sergio Maria Teutonico, cuoco, scrittore e personaggio televisivo italiano
- 1972 - Gemma Gaetani, scrittrice e poetessa italiana
- 1972 - Taeko Kawasumi, ex calciatrice giapponese
- 1972 - Milton Núñez, ex calciatore honduregno
- 1972 - Elşən Qəmbərov, ex calciatore azero
- 1973 - Silvia Corzo, avvocato, giornalista e conduttrice televisiva colombiana
- 1973 - Marco Di Costanzo, ex calciatore italiano
- 1973 - Edge, wrestler e attore canadese
- 1973 - Anthony Foley, rugbista a 15 e allenatore di rugby a 15 irlandese († 2016)
- 1973 - Anna Francolini, attrice e cantante britannica
- 1973 - Kiyotaka Ishimaru, allenatore di calcio e ex calciatore giapponese
- 1973 - Ellis Johnson, ex giocatore di football americano statunitense
- 1973 - Stefan Kreiner, ex combinatista nordico austriaco
- 1973 - Lamya, cantante omanita († 2009)
- 1973 - Anna Le Moine, giocatrice di curling svedese
- 1973 - Maurizio Lobina, musicista, compositore e disc jockey italiano
- 1973 - Kemp Powers, drammaturgo, sceneggiatore e regista statunitense
- 1973 - Maurizio Rasero, politico italiano
- 1973 - Erick Rivera, ex cestista portoricano
- 1973 - Elena Torre, scrittrice e giornalista italiana
- 1974 - Gbessay Bangura, ex calciatore sierraleonese
- 1974 - Fabiola Casà, conduttrice radiofonica italiana
- 1974 - Pietro Colnaghi, ultramaratoneta e maratoneta italiano
- 1974 - C.J. Daugherty, scrittrice britannica
- 1974 - Orsolya Donkó, ex cestista ungherese
- 1974 - Sven Gerich, politico tedesco
- 1974 - Marco Giungi, ex marciatore italiano
- 1974 - Martin Henriksson, chitarrista e bassista svedese
- 1974 - Marián Miezga, attore, conduttore televisivo e cantante slovacco
- 1974 - Maksim Pičugin, ex fondista russo
- 1974 - Chuck Ragan, cantautore e chitarrista statunitense
- 1975 - Roberto Brambilla, compositore italiano
- 1975 - Víctor Carrillo, arbitro di calcio peruviano
- 1975 - Dimităr Ivankov, allenatore di calcio e ex calciatore bulgaro
- 1975 - Joanne Malar, ex nuotatrice canadese
- 1975 - Steve Kazee, attore e cantante statunitense
- 1975 - Francesca La Marca, politica italiana
- 1975 - Irfan Makki, cantautore pakistano
- 1975 - Miguel Ángel Sánchez Muñoz, allenatore di calcio e ex calciatore spagnolo
- 1975 - Håkan Söderstjerna, ex calciatore svedese
- 1975 - Maria Thayer, attrice statunitense
- 1976 - Khaled Azaiez, allenatore di calcio e ex calciatore tunisino
- 1976 - Rafik Bakkouri, thaiboxer e pugile francese
- 1976 - Daniel Farke, allenatore di calcio, dirigente sportivo e ex calciatore tedesco
- 1976 - Stern John, allenatore di calcio e ex calciatore trinidadiano
- 1976 - Kim Seong-eun, ex cestista sudcoreana
- 1976 - Ahmed Mousa, ex calciatore kuwaitiano
- 1976 - Raúl Palacios, ex calciatore cileno
- 1976 - Bruno Pinheiro, allenatore di calcio portoghese
- 1976 - J.R. Sakuragi, allenatore di pallacanestro e ex cestista statunitense
- 1976 - Francesco Sarcina, cantautore e chitarrista italiano
- 1976 - Maurice Taylor, ex cestista statunitense
- 1976 - Ümit Özat, allenatore di calcio e ex calciatore turco
- 1976 - Yeom Hye-ran, attrice sudcoreana
- 1976 - Jarno Zaffelli, designer e fotografo italiano
- 1977 - Emeka Ifejiagwa, ex calciatore nigeriano
- 1977 - Valentina Romeo, fumettista, illustratrice e giocatrice di biliardo italiana
- 1977 - Jördis Triebel, attrice tedesca
- 1978 - Andrea Boeykens, ex cestista argentina
- 1978 - Valentina Borrelli, pallavolista italiana
- 1978 - Cristina Castaño, attrice spagnola
- 1978 - Massimo Cavalletti, baritono italiano
- 1978 - Giannīs Chlōros, ex calciatore greco
- 1978 - Sergej Gubarev, pallanuotista kazako
- 1978 - David Hahn, inventore statunitense († 2016)
- 1978 - Ko Jong-soo, allenatore di calcio e ex calciatore sudcoreano
- 1978 - Sara Marcaggi, ex cestista italiana
- 1978 - Jessica Marquez, cantante francese
- 1978 - Archie Miller, allenatore di pallacanestro e ex cestista statunitense
- 1978 - Matthew Morrison, attore, cantante e ballerino statunitense
- 1978 - Shin'ichi Nakatomi, pilota motociclistico giapponese
- 1978 - Manolo Pestrin, allenatore di calcio e ex calciatore italiano
- 1978 - Gerardo Seoane, allenatore di calcio e ex calciatore svizzero
- 1978 - Scott Sorry, bassista statunitense
- 1978 - Bruce Straley, autore di videogiochi, artista e designer statunitense
- 1978 - Péter Szijjártó, politico ungherese
- 1978 - James Kibocha Theuri, maratoneta e mezzofondista francese
- 1978 - Dennis Wolf, culturista tedesco
- 1978 - Elisângela de Oliveira, pallavolista brasiliana
- 1979 - Kristina Anapau, attrice statunitense
- 1979 - Eriko Arakawa, calciatrice giapponese
- 1979 - Bogdan Buhuș, ex calciatore rumeno
- 1979 - Rubén Douglas, cestista statunitense († 2024)
- 1979 - Xavier Espot Zamora, politico e giudice andorrano
- 1979 - Almir Gegić, ex calciatore serbo
- 1979 - Yukie Nakama, attrice e cantante giapponese
- 1979 - Manuel Quinziato, ex ciclista su strada italiano
- 1979 - Saimir Tahiri, politico e avvocato albanese
- 1979 - Paul Telfer, attore britannico
- 1979 - James A. Woods, attore, doppiatore e sceneggiatore canadese
- 1980 - Herly Alcázar, ex calciatore colombiano
- 1980 - Mladen Brkić, ex calciatore serbo
- 1980 - Sarah Carter, attrice canadese
- 1980 - Choi Hong-man, kickboxer e artista marziale misto sudcoreano
- 1980 - Ahmed El-Sayed, ex calciatore egiziano
- 1980 - Eduard Kunz, pianista russo
- 1980 - Chihiro Onitsuka, cantautrice e musicista giapponese
- 1980 - Vladimír Pokorný, calciatore ceco
- 1980 - Kareem Rush, ex cestista statunitense
- 1980 - Toshiya Sugiuchi, giocatore di baseball giapponese
- 1981 - Christopher Backus, attore statunitense
- 1981 - Maurice Bailey, ex cestista statunitense
- 1981 - John Bodden, calciatore honduregno
- 1981 - Nico Christ, tennistavolista tedesco
- 1981 - Chris Clemons, ex giocatore di football americano statunitense
- 1981 - Fiona Dourif, attrice statunitense
- 1981 - Elia Gorini, giornalista sammarinese
- 1981 - Yohan Hautcœur, ex calciatore francese
- 1981 - Jun Ji-hyun, attrice sudcoreana
- 1981 - Muna Lee, velocista statunitense
- 1981 - Steve Peacocke, attore australiano
- 1981 - Rubén Pérez, dirigente sportivo e ex ciclista su strada spagnolo
- 1981 - Eri Sendai, attrice e doppiatrice giapponese
- 1981 - Shaun Sipos, attore canadese
- 1981 - Kendra Smith, wrestler statunitense
- 1981 - Ivanka Trump, imprenditrice, modella e personaggio televisivo statunitense
- 1982 - Dmitrij Abramovič, bobbista russo
- 1982 - Chimène Badi, cantante francese
- 1982 - Lizzie, cantante faroese
- 1982 - Jessica Campbell, attrice statunitense († 2020)
- 1982 - Juan Carlos Escobar, ex calciatore colombiano
- 1982 - Jon Foo, attore, artista marziale e stuntman inglese
- 1982 - Andy Greene, hockeista su ghiaccio statunitense
- 1982 - Yūsuke Igawa, ex calciatore giapponese
- 1982 - Łukasz Majewski, ex cestista e allenatore di pallacanestro polacco
- 1982 - David Marty, rugbista a 15 francese
- 1982 - Clémence Poésy, attrice e modella francese
- 1982 - Lamar Rice, ex cestista statunitense
- 1982 - Patrick Sullivan, calciatore irlandese
- 1982 - Edin Terzić, allenatore di calcio e ex calciatore tedesco
- 1983 - Brandon Archer, giocatore di football americano statunitense
- 1983 - Chelsea Cooley, modella statunitense
- 1983 - Marco Di Maio, politico italiano
- 1983 - Trent Edwards, ex giocatore di football americano statunitense
- 1983 - Floris Goesinnen, ex ciclista su strada olandese
- 1983 - Ahmad Hayel, calciatore giordano
- 1983 - Wolfgang Hörl, ex sciatore alpino austriaco
- 1983 - Iain Hume, allenatore di calcio e ex calciatore canadese
- 1983 - Benedetta Mazzucchetti, calciatrice italiana
- 1983 - Benjamin Obomanu, giocatore di football americano statunitense
- 1983 - Narit Taweekul, calciatore thailandese
- 1983 - Seda Uslu, ex pallavolista turca
- 1983 - Tomislav Vranjić, ex calciatore croato
- 1983 - Edy Vásquez, calciatore honduregno († 2007)
- 1983 - Ed West, artista marziale misto statunitense
- 1984 - Darius Defoe, cestista dominicense
- 1984 - Federico León, ex calciatore argentino
- 1984 - Eva Marcille, attrice e modella statunitense
- 1984 - Maor Melikson, ex calciatore israeliano
- 1984 - Dave Mooney, ex calciatore irlandese
- 1984 - Mohamed Nagy, allenatore di calcio e ex calciatore egiziano
- 1984 - Lorenzo Perazzolo, pallavolista italiano
- 1984 - Marzio Toniolo, fotografo italiano
- 1985 - Ramona Aricò, pallavolista italiana
- 1985 - Irene Cordioli, calciatrice italiana
- 1985 - Flaminia Festuccia, giornalista italiana
- 1985 - Mario Forsythe, velocista giamaicano
- 1985 - Anna Ghiretti, ex giocatrice di curling italiana
- 1985 - Jón Jónsson, cantante e ex calciatore islandese
- 1985 - Ragnar Klavan, ex calciatore estone
- 1985 - Snežana Maleševič, calciatrice slovena
- 1985 - Tomasz Nowak, calciatore polacco
- 1985 - Anna Podolec, ex pallavolista polacca
- 1985 - Emily Randall, politica statunitense
- 1985 - Arnaud Séka, calciatore beninese
- 1985 - Franz-Josef Vogt, ex calciatore liechtensteinese
- 1986 - Hiba Abouk, attrice spagnola
- 1986 - Sebastián Crismanich, taekwondoka argentino
- 1986 - Adam Gibson, ex cestista australiano
- 1986 - Keylen Gregory, ex cestista americo-verginiano
- 1986 - Yuka Katō, ex nuotatrice giapponese
- 1986 - Margareta Kozuch, giocatrice di beach volley e ex pallavolista tedesca
- 1986 - Alexander Lundh, pilota motociclistico svedese
- 1986 - Thomas Morgenstern, ex saltatore con gli sci austriaco
- 1986 - Michelle Pavão, pallavolista brasiliana
- 1986 - Monique Pavão, pallavolista brasiliana
- 1986 - Peter Pekarík, calciatore slovacco
- 1986 - Ryan Reid, cestista statunitense († 2025)
- 1986 - Atsushi Tsuji, giocatore di football americano giapponese
- 1986 - Tamera Young, ex cestista statunitense
- 1987 - Émilie Andéol, judoka francese
- 1987 - Mohammad Arzandeh, ex lunghista iraniano
- 1987 - Kevin Belingon, artista marziale misto filippino
- 1987 - Ashley Graham, modella statunitense
- 1987 - Ignacio José Herrera, calciatore cileno
- 1987 - Mychajlo Kononenko, ex ciclista su strada ucraino
- 1987 - Pippo Limnell Finocchiaro, hockeista su ghiaccio finlandese
- 1987 - Ali Riley, calciatrice statunitense
- 1987 - Ekaterina Tudegeševa, ex snowboarder russa
- 1987 - Šárka Vaňková, cantante ceca
- 1988 - Tandara Caixeta, pallavolista brasiliana
- 1988 - Moussa Dembélé, ostacolista senegalese
- 1988 - Jael Ferreira, calciatore brasiliano
- 1988 - Silvia Lussana, pallavolista italiana
- 1988 - Janel Parrish, attrice e cantante statunitense
- 1988 - Joe Vellano, giocatore di football americano statunitense
- 1989 - Seth Adkins, attore statunitense
- 1989 - Naiara Azevedo, cantante brasiliana
- 1989 - Ashley Barnes, calciatore inglese
- 1989 - Sascha Burchert, ex calciatore tedesco
- 1989 - Elsinho, calciatore brasiliano
- 1989 - Shannon Hawari, ex pallavolista statunitense
- 1989 - Claudia Jessie, attrice britannica
- 1989 - Nastia Liukin, ex ginnasta statunitense
- 1989 - Joseph Mills, ex calciatore inglese
- 1989 - Dallas Thomas, ex giocatore di football americano statunitense
- 1989 - Brandyn Thompson, giocatore di football americano statunitense
- 1989 - Islom To'xtaxo'jayev, calciatore uzbeko
- 1989 - Benjamin Toniutti, pallavolista francese
- 1989 - Federico Tontodonati, marciatore italiano
- 1989 - Vanessa White, cantante britannica
- 1989 - Xamã, rapper e attore brasiliano
- 1990 - Abdulaziz Al-Shatti, schermidore kuwaitiano
- 1990 - Alan Costa, calciatore brasiliano
- 1990 - Ivan Filippovič Jankovskij, attore russo
- 1990 - Ju Se-jong, calciatore sudcoreano
- 1990 - Joe Panik, giocatore di baseball statunitense
- 1990 - Paul Pilcz, attore statunitense
- 1990 - Suwaibou Sanneh, velocista gambiano
- 1991 - Daniel Bejarano, cestista statunitense
- 1991 - Nir Bitton, calciatore israeliano
- 1991 - Weerayut Chansook, cantante, attore e conduttore televisivo thailandese
- 1991 - Scott Crichton, giocatore di football americano statunitense
- 1991 - Jarell Eddie, cestista statunitense
- 1991 - Rafael Galhardo, calciatore brasiliano
- 1991 - Danell Leyva, ginnasta statunitense
- 1991 - Jorge López, attore, cantante e ballerino cileno
- 1991 - Alfonso Nieto, ex calciatore messicano
- 1991 - Artemij Panarin, hockeista su ghiaccio russo
- 1991 - Branislav Pindroch, calciatore slovacco
- 1991 - Tomáš Satoranský, cestista ceco
- 1991 - Evan Weinstock, bobbista statunitense
- 1992 - Gökçe Akyıldız, attrice turca
- 1992 - Baek Soo-hee, attrice sudcoreana
- 1992 - Johnny Berhanemeskel, cestista canadese
- 1992 - Riccardo Berti Lorenzi, giocatore di calcio a 5 e ex calciatore italiano
- 1992 - Florencia Borelli, mezzofondista argentina
- 1992 - Ka'Deem Carey, giocatore di football americano statunitense
- 1992 - Quirino De Laurentiis, cestista italiano
- 1992 - Anás El Ayyane, giocatore di calcio a 5 marocchino
- 1992 - Jorge Fonseca, judoka portoghese
- 1992 - Lyndsey Fry, hockeista su ghiaccio statunitense
- 1992 - Jakeem Grant, giocatore di football americano statunitense
- 1992 - Małgorzata Hołub, velocista polacca
- 1992 - Jong Il-gwan, calciatore nordcoreano
- 1992 - Ronald Levy, ostacolista giamaicano
- 1992 - Édouard Louis, scrittore francese
- 1992 - Tim Merlier, ciclista su strada e ciclocrossista belga
- 1992 - Jean-Pierre Morgan, calciatore francese
- 1992 - Alfons Nieto, attore spagnolo
- 1992 - Greeicy Rendón, cantante, attrice e ballerina colombiana
- 1992 - Tequan Richmond, attore statunitense
- 1992 - Jacob Templar, ex giocatore di football americano australiano
- 1992 - Adnane Tighadouini, ex calciatore olandese
- 1992 - Valentin Zoungrana, calciatore ivoriano
- 1993 - André Coelho, giocatore di calcio a 5 portoghese
- 1993 - Khalifa Mubarak, calciatore emiratino
- 1993 - Brett Kelly, attore canadese
- 1993 - Sara Magnaghi, canottiera italiana
- 1993 - Marcus Mariota, giocatore di football americano statunitense
- 1993 - Pip Pellens, attrice, doppiatrice e cantante olandese
- 1993 - Charles Planet, ex ciclista su strada e ex ciclocrossista francese
- 1993 - Luca Spirito, pallavolista italiano
- 1993 - Joe Ward, pugile irlandese
- 1993 - Raheem Wilson, giocatore di football americano statunitense
- 1994 - Allerik Freeman, cestista statunitense
- 1994 - Tucker Haymond, cestista statunitense
- 1994 - Monty Ioane, rugbista a 15 australiano
- 1994 - Janne Juvonen, hockeista su ghiaccio finlandese
- 1994 - Dušan Kutlešić, cestista serbo
- 1994 - Maro, cantautrice portoghese
- 1994 - Karoline Pichler, ex sciatrice alpina italiana
- 1994 - Jonah Seif, allenatore di pallavolo e ex pallavolista statunitense
- 1994 - Korn Sirisorn, cantante e attore televisivo thailandese
- 1994 - Michael Soosairaj, calciatore indiano
- 1994 - Mohamed Soumaïla, calciatore nigerino
- 1994 - Anna Tamminen, calciatrice finlandese
- 1995 - Jenthe Biermans, ciclista su strada belga
- 1995 - Mike Daum, cestista statunitense
- 1995 - Michael Fora, hockeista su ghiaccio svizzero
- 1995 - Rachel Hilson, attrice statunitense
- 1995 - Alexander Johansson, calciatore svedese
- 1995 - Unai López, calciatore spagnolo
- 1995 - Francis Mac Allister, calciatore argentino
- 1995 - Gadžimurad Rašidov, lottatore russo
- 1995 - Mihailo Ristić, calciatore serbo
- 1995 - J.K. Scott, giocatore di football americano statunitense
- 1995 - Sondre Sørli, calciatore norvegese
- 1995 - Connor Swift, ciclista su strada britannico
- 1995 - Nim Dorjee Tamang, calciatore indiano
- 1995 - Freek de Weijer, pallavolista olandese
- 1996 - Ryquell Armstead, giocatore di football americano statunitense
- 1996 - Ash Baker, calciatore gallese
- 1996 - Devin Booker, cestista statunitense
- 1996 - C.J. Bryce, cestista statunitense
- 1996 - Jeantal Cylla, cestista statunitense
- 1996 - Alexis Domínguez, calciatore argentino
- 1996 - Mizuki Fukumura, cantante giapponese
- 1996 - Valérie Grenier, sciatrice alpina canadese
- 1996 - Yūta Higuchi, calciatore giapponese
- 1996 - Stefan Knežević, calciatore svizzero
- 1996 - Gagi Margvelashvili, calciatore georgiano
- 1996 - Kennedy McMann, attrice statunitense
- 1996 - Blake Reynolds, ex cestista statunitense
- 1996 - Stefania Trimboli, cestista italiana
- 1997 - Mukhtar Ali, calciatore saudita
- 1997 - Azizbek Amonov, calciatore uzbeko
- 1997 - Alan Banaszek, ciclista su strada e pistard polacco
- 1997 - Lucas Campos, calciatore brasiliano
- 1997 - Ilias Chair, calciatore marocchino
- 1997 - Audriana Fitzmorris, pallavolista statunitense
- 1997 - Emanuel Hernández, calciatore uruguaiano
- 1997 - Sean Longstaff, calciatore inglese
- 1997 - Cornell Powell, giocatore di football americano statunitense
- 1997 - Loranne Smans, snowboarder belga
- 1998 - Boureima Hassane Bandé, calciatore burkinabé
- 1998 - Alyson Charles, pattinatrice di short track canadese
- 1998 - Greis Domi, calciatrice albanese
- 1998 - Juan Pablo Domínguez, calciatore messicano
- 1998 - Dong Jie, nuotatrice cinese
- 1998 - Madeleine Gates, pallavolista statunitense
- 1998 - Cale Makar, hockeista su ghiaccio canadese
- 1998 - Ahmet Muhamedbegovic, calciatore austriaco
- 1998 - Pablo Nájera, hockeista su pista spagnolo
- 1998 - Ananya Panday, attrice indiana
- 1999 - Yazan Al-Bawwab, nuotatore palestinese
- 1999 - Alberto Barp, scacchista italiano
- 1999 - Mahmoud Bentayg, calciatore marocchino
- 1999 - Vanja Drkušić, calciatore sloveno
- 1999 - Osas Ehigiator, cestista spagnolo
- 1999 - Danila Njačaeŭ, calciatore bielorusso
- 1999 - Issuf Sanon, cestista ucraino
- 1999 - Sebastjan Spahiu, calciatore albanese
- 1999 - Matevž Vidovšek, calciatore sloveno
- 1999 - Wang Yan, ex ginnasta cinese
- 2000 - Isaiah Foskey, giocatore di football americano statunitense
- 2000 - Oscar Guo, giocatore di badminton neozelandese
- 2000 - Ovidiu Horșia, calciatore rumeno
- 2000 - Amirhossein Hosseinzadeh, calciatore iraniano
- 2000 - Joel King, calciatore australiano
- 2000 - Jannis Peter, ciclista su strada e pistard tedesco
- 2000 - Ashley Williams, calciatore liberiano
- 2000 - Jeffery Xiong, scacchista statunitense

## XXI secolo(27)
- 2001 - Laurin Curda, calciatore tedesco
- 2001 - Mohammed Diomande, calciatore ivoriano
- 2001 - Bruno Leyes, calciatore argentino
- 2001 - Cezary Miszta, calciatore polacco
- 2001 - Simone Rabbi, calciatore italiano
- 2001 - Hannes Wilksch, ciclista su strada e pistard tedesco
- 2001 - Zé Carlos, calciatore portoghese
- 2001 - Adam Žouželka, giocatore di football americano ceco
- 2002 - Ashton Gillotte, giocatore di football americano statunitense
- 2002 - Audrey Gogniat, tiratrice a segno svizzera
- 2002 - Cedric Gray, giocatore di football americano statunitense
- 2002 - Grace McCallum, ginnasta statunitense
- 2002 - Andy Verdoïa, pilota motociclistico francese
- 2003 - Thea Minyan Bjørseth, saltatrice con gli sci e ex combinatista nordica norvegese
- 2003 - Alberto Bruttomesso, ciclista su strada italiano
- 2003 - Omari Hutchinson, calciatore inglese
- 2003 - Samuel Reardon, velocista britannico
- 2003 - Antonio Satriano, calciatore italiano
- 2003 - Brice Sensabaugh, cestista statunitense
- 2003 - António Silva, calciatore portoghese
- 2004 - Siria Cella, ginnasta italiana
- 2004 - Danil Kapustjanskij, calciatore russo
- 2005 - Lucas Pino, calciatore uruguaiano
- 2006 - Saniyya Sidney, attrice statunitense
- 2007 - Polina Merzlyakova, nuotatrice artistica kazaka
- 2008 - Anna-Marija Fomičeva, nuotatrice artistica russa
- 2008 - Mao Shimada, pattinatrice artistica su ghiaccio giapponese

## Senza anno specificato(1)
- Carlo Antonio Napione, militare, chimico e mineralogista italiano († 1814)